# Contrarellotge per equips
|  | Per a altres significats, vegeu «Contrarellotge». |

Animació d'un equip disputant la contrarellotge per equips.

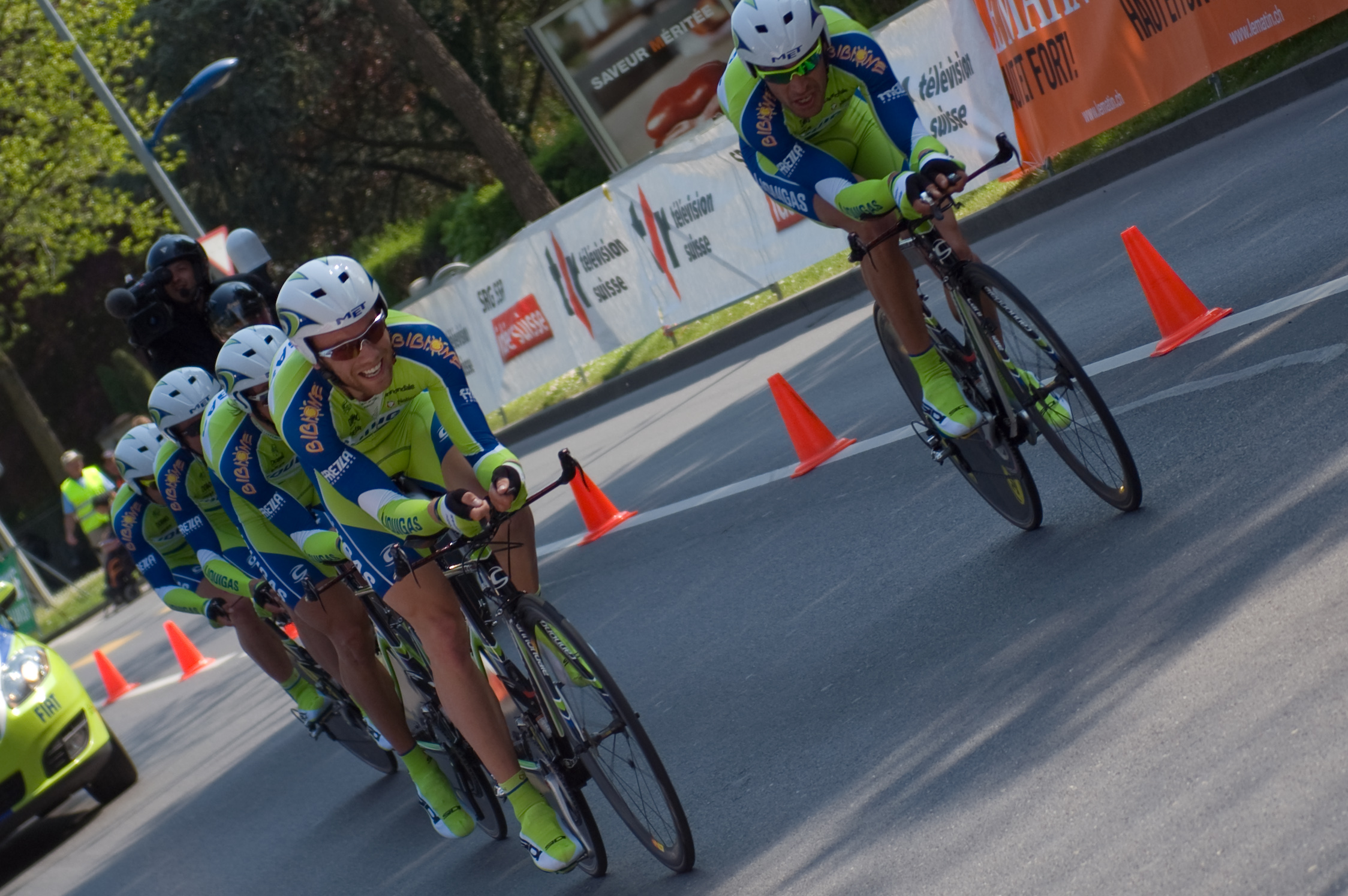
Exemple de rotació d'un ciclista.

Una contrarellotge per equips (CRE) és un tipus de cursa ciclista en què tots els ciclistes d'un mateix equip ciclista prenen la sortida plegats per disputar un recorregut contra el rellotge.
Els equips prenen la sortida a intervals iguals, generalment dos, tres o quatre minuts de diferència. L'ordre de sortida normalment se sol basar en els temps individuals de les etapes anteriors, sent els millors classificats els darrers en prendre la sortida. Això dona l'avantatge de saber el temps realitzat pels altres equips.
A diferència de les contrarellotges individuals, on no és permès que dos ciclistes vagin un darrere l'altre, en les contrarellotges per equips aquesta és la tàctica emprada per millorar el temps, ja que els ciclistes es van rellevant cada cert temps, deixant-se caure cap al darrere del grup un cop realitzat l'esforç per poder recuperar-se abans no torni a passar al capdavant. En cas que un equip sigui avançat per un altre no pot posar-se a roda de l'altre.